# Petites casualitats
Petites casualitats (títol original en francès, Le Tourbillon de la vie) és una pel·lícula francesa de drama romàntic del 2022 escrita i dirigida per Olivier Treiner. La pel·lícula és protagonitzada per Lou de Laâge i Dylan Raffin. S'ha doblat i subtitulat al català.

## Repartiment
- Lou de Laâge com a Julia Feynman/Julia Sorel/Julia Schönberg
- Raphaël Personnaz com a Paul Sorel
- Isabelle Carré com a Anna Feynman
- Grégory Gadebois com a Pierre Feynman
- Esther Garrel com a Emilie
- Sébastien Pouderoux com a Gabriel Trauner
- Denis Podalydès com a Victor Massenet
- Aliocha Schneider com Nathan Giraud

## Producció
El rodatge principal va començar el primer de març de 2021 a París i es va anunciar que duraria fins al primer de maig.